# 郑谦 (历史学者)
郑谦（1949年—），中共党史研究者，北京人。1986年毕业于中共中央党校研究生部，曾任中共中央党史研究室第二研究部主任、研究员。参与撰写《关于建国以来党的若干历史问题的决议》，是《中国共产党历史（第二卷）》主要执笔者和统稿人。2009年9月9日进入中南海为中央领导讲解推进社会主义现代化相关问题，并提出意见和建议（中共第十七届中央政治局第十六次集体学习）。 著有《社会主义时期毛泽东思想研究》、《从“文革”走向改革》、《被“革命”的教育：“文化大革命”中的“教育革命”》等；主编《中华人民共和国史》、《中国共产党指导思想发展史》、《毛泽东时代的中国》、《毛泽东与邓小平》等。